# Tonton Macoute
Tonton Macoute – haitańska tajna policja, pozostająca pod bezpośrednią kontrolą François Duvaliera a następnie Jean-Claude Duvaliera podczas ich dyktatorskich rządów.

## Działalność
Oddziały utworzone zostały w 1959 roku. Za ich koordynację odpowiadał doradca prezydenta François Duvaliera, Clément Barbot. Stopniowo organizacja przybrała charakter tajnej policji. Celem funkcjonariuszy ugrupowania było zastraszanie, terroryzowanie i mordowanie przeciwników politycznych reżimu. Funkcjonariusze Tonton Macoute nie otrzymywali stałej pensji, utrzymywali się z rabunków i wymuszeń. Po śmierci François Duvaliera w 1971 roku, jego syn – i zarazem następca – Jean-Claude Duvalier sformalizował działalność Tonton Macoute. Grupie nadano nazwę Milice de Voluntaires de la Sécurité National czyli Ochotnicza Milicja Bezpieczeństwa Narodowego. W czasach Jean-Claude'a funkcjonariusze organizowali akcje społeczne w tym między innymi sadzenie drzewek, nie rezygnując przy tym z brutalnej walki z opozycją. Reżim upadł w 1986 roku a wielu członków policji padło ofiarą samosądów. Na początku lat 90. byli członkowie Tonton Macoute powołali do życia paramilitarną organizację Front pour l'Avancement et le Progrès Haitien.

## Nazwa
Nazwa Tonton Macoute („Workowy Wujek”) wiąże się z haitańskim folklorem i odnosi się do istoty, którą straszy się dzieci, gdy są niegrzeczne. Tonton Macoute jest odpowiednikiem anglosaskiego Boogeymana. Według legend Tonton Macoute miał wkładać dzieci do wora, a następnie je pożerać.